# اسب شیطان
اسب شیطان (انگلیسی: The Devil Horse) فیلمی در ژانر وسترن به کارگردانی اوتو براور است که در سال ۱۹۳۲ منتشر شد. از بازیگران آن می‌توان به هری کری اشاره کرد.